# Steleocerellus cornifer
Steleocerellus cornifer är en tvåvingeart som först beskrevs av Becker 1911.  Steleocerellus cornifer ingår i släktet Steleocerellus och familjen fritflugor. Inga underarter finns listade i Catalogue of Life.